# Josep Soler i Guàrdia
Josep Soler i Guàrdia   (Santa Coloma de Queralt, segle XVII - Igualada, 6 de juliol de 1737), fou un músic organista català del segle xviii que desenvolupà la majoria de la seva trajectòria musical com a mestre de capella de la basílica de Santa Maria d'Igualada, on també va ocupar el magisteri de l'orgue.
La seva figura va ser identificada pel musicòleg Higini Anglès.

## Biografia
Josep Soler, fill de pagesos de la vila de Santa Coloma de Queralt –Jaume Soler i Ramona–, va obtenir el nomenament dels consellers per a la plaça d'organista de Santa Maria, a finals de maig de 1702 i la va mantenir fins al final dels seus dies. Soler no va voler promocionar i ocupar la plaça de mestre de capella a Solsona, i s'establí a Igualada, on romangué trenta-cinc anys i va contraure matrimoni amb una dona igualadina, tot i que en un primer moment fou eximit de presentar-se a les oposicions al càrrec d'organista de Santa Maria d'Igualada pel fet de procedir del magisteri de l'orgue de la catedral de Solsona.
A l'any del seu accés al magisteri igualadí el conseller en cap i el conseller segon d'Igualada volien revocar el seu nomenament per atorgar-lo a l'antic organista Joan Lluch. El mateix Soler presentà una súplica al Consell i fou perpetuat en el càrrec. Josep Soler, d'acord amb les obligacions del magisteri, tenia cura de la direcció del cor de la comunitat de preveres i de l'ensenyament del cant pla als beneficiats, que en ser admesos havien de superar les proves d'aptitud musical pel que feia al cant litúrgic. Soler era també el president dels tribunals que determinaven l'admissió dels nous residents de la comunitat.
La presència de Josep Soler al capdavant del magisteri de l'orgue de Santa Maria es perllonga fins als seus darrers dies; any rere any fou reiterat pels consellers en el seu càrrec, anomenat de forma indistinta organista i mestre de capella, amb el sou de 30 lliures, fins al 30 de novembre de 1736. Soler va donar una destacada embranzida a la vida musical igualadina del primer terç del segle xviii. Fou el principal impulsor del projecte de restauració de l'orgue de Santa Maria d'Igualada, que començà Josep Boscà, contactat per Soler, el 1732, i que va ultimar l'orguener de Santa Coloma de Queralt, Joan Baptista Ferrer, per l'incompliment dels pactes per part de Boscà.
Amb motiu de la inauguració de la nova capella del Sant Crist el setembre de 1733, Soler va aconseguir programar un concert de la capella de música de Santa Maria del Mar de Barcelona, una de les formacions musicals de més prestigi de Catalunya. Tot i que les cròniques no ho esmenten, resulta fàcil d'imaginar la participació d'escolans, cantors i del propi Josep Soler en aquelles esdeveniments musicals. Probablement, Soler seria qui tocaria l'orgue de Santa Maria durant els oficis, misses solemnes, vespres i completes, que interpretà la capella del Mar sota la direcció de Jaume Caselles.
Recuperant el fil de la vida musical de la parroquial, tres anys després, el 23 d'octubre de 1736, Soler adreçava un escrit als consellers igualadins per exposar la precarietat en què es trobava la cobla instrumental que participava en les funcions eclesiàstiques de Santa Maria. Soler expressava la conveniència d'acceptar un nou grup, amb experiència i capacitat reconegudes, per a cobrir les necessitats de la capella de Santa Maria, a banda de les pròpies de la vida civil.
Veient-se afectat per una greu malaltia que l'impedia exercir la feina de mestre de capella, el 24 de març de 1737 va redactar les seves últimes voluntats en un document que expressava la voluntat de llegar els manuscrits musicals de les seves obres a l'igualadí Joan Mestre i que aquest el succeís com a organista, en aquells moments mestre de capella de Moià.
Passat un mes de la redacció del testament, i vista la progressió de la seva malaltia, el 24 d'abril Soler va renunciar al càrrec d'organista en favor de Joan Mestre. Josep Soler es va jubilar durant el mes de juny i va morir el 6 de juliol de 1737.

## Obres
En dos manuscrits miscel·lanis dels segles XVII-XVIII, conservats al Fons Verdú de la Biblioteca Nacional de Catalunya, es conserven diverses composicions de Josep Soler:
- 1694: “los difunctos A 4 Vozes Domine quando veneris & Joseph Soler 1694”, [Responsori de l'ofici de difunts] (BNC: M 1168, f. 74)
- Alma Redemptoris Mater, a 9 v (BNC: M. 1638)
- Alma Redemptoris Mater, a 10 v (BNC: M. 1637-V)
- Cum invocarem, a 9 v (incomplet), (BNC: 1637-II-IV-V)
- Completes, a 11 v (incomplet), (BNC: 1637-V-VII)[3]